# فرهاد قائمیان
فرهاد قائمیان (زادهٔ ۱۵ اسفند ۱۳۴۴) بازیگر اهل ایران است. او نخستین بار در فیلم دمرل (۱۳۷۲) ساختهٔ یدالله صمدی ظاهر شد و از ۱۳۷۹ در تولیدات تلویزیونی نیز ایفای نقش کرد. قائمیان که پیش‌تر برای بازی در هیوا (۱۳۷۷) و استرداد (۱۳۹۰) نامزد سیمرغ بلورین بازیگر مکمل مرد شده بود، با غریب (۱۴۰۱) دیپلم افتخار جشنوارهٔ فیلم فجر را در همین بخش به دست آورد.
فرهاد قائمیان در طول دوران بازیگری خود از سوی کارگردانان ایرانی سرشناسی مانند اصغر فرهادی، کمال تبریزی، محمدعلی سجادی، حسین سهیلی زاده ،علی غفاری، رسول ملاقلی‌پور، ابراهیم حاتمی‌کیا، جواد افشار، سعید سهیلی، احمدرضا درویش، فریدون جیرانی، رسول صدرعاملی، احمد کاوری، برزو نیک نژاد، آرش معیریان، مسعود جعفری جوزانی و محمدحسین لطیفی نیز دعوت به همکاری شده است.

## زندگی
فرهاد قائمیان در ۱۵ اسفند ۱۳۴۴ در محلهٔ عالی‌قاپوی اردبیل زاده شد.
او فعالیت هنری خود را از سال ۱۳۷۰ با بازی در فیلم‌های کوتاه آغاز کرد و با فیلم دمرل (۱۳۷۲) به کارگردانی یدالله صمدی به سینمای حرفه‌ای راه یافت. پس از آن در سال ۱۳۷۹ به فعالیت در تلویزیون پرداخت و در حرفه‌های مختلفی همچون بازیگر، تهیه‌کننده، مدیر تولید و طراح صحنه و لباس ایفای نقش کرد. فرهاد قائمیان علاوه بر فعالیت‌های سینمایی و تلویزیونی، بازیگری و کارگردانی تئاتر را نیز در کارنامه هنری خود دارد.

## افتخارات
فرهاد قائمیان سال ۷۷ برای بازی در فیلم هیوا نامزد دریافت سیمرغ بلورین بهترین بازیگر نقش مکمل مرد جشنواره فیلم فجر شد.
منتقدان سینما در سال ۱۳۸۰، وی را برای بازی در فیلم قارچ سمی جزو ده بازیگر برتر سینمای ایران معرفی کردند.
در سال ۱۳۹۵ در جشنواره الغدیر عراق که در نجف برگزار شد، جایزه ویژه این جشنواره به فرهاد قائمیان برای بازی در فیلم رستاخیز اهدا شد.
در سال ۱۴۰۱ دیپلم افتخار بهترین بازیگر نقش مکمل مرد به فرهاد قائمیان برای فیلم غریب اهدا شد.
در سال ۱۳۹۹ کلید طلایی شهر اردبیل را با افتخار از شهرداری اردبیل دریافت کرد.

## فیلم‌شناسی[۹]

### سینمایی
| سال  | عنوان                                             | کارگردان           | توضیحات |
| ---- | ------------------------------------------------- | ------------------ | ------- |
| ۱۳۷۲ | دمرل                                              | یدالله صمدی        |         |
| ۱۳۷۴ | سکوت کوهستان                                      | یدالله نوعصری      |         |
| ۱۳۷۶ | سارای                                             | یدالله صمدی        |         |
| ۱۳۷۷ | هیوا                                              | رسول ملاقلی‌پور     |         |
| ۱۳۷۸ | نسل سوخته                                         | رسول ملاقلی پور    |         |
| ۱۳۸۰ | قارچ سمی                                          | رسول ملاقلی پور    |         |
| ۱۳۸۰ | سفر به فردا                                       | محمدحسین حقیقی     |         |
| ۱۳۸۰ | رنگ شب                                            | محمدعلی سجادی      |         |
| ۱۳۸۲ | شهر زیبا                                          | اصغر فرهادی        |         |
| ۱۳۸۲ | تارا و تب توت فرنگی                               | سعید سهیلی         |         |
| ۱۳۸۳ | شوریده                                            | محمدعلی سجادی      |         |
| ۱۳۸۳ | به رنگ ارغوان                                     | ابراهیم حاتمی کیا  |         |
| ۱۳۸۵ | رامی                                              | بابک شیرین صفت     |         |
| ۱۳۸۵ | مخمصه                                             | محمدعلی سجادی      |         |
| ۱۳۸۶ | احضارشدگان                                        | آرش معیریان        |         |
| ۱۳۸۷ | شکار روباه                                        | مجید جوانمرد       |         |
| ۱۳۸۷ | زندگی با چشمان بسته                               | رسول صدرعاملی      |         |
| ۱۳۸۷ | کارناوال مرگ                                      | حبیب‌الله کاسه ساز  |         |
| ۱۳۸۷ | دعوت                                              | ابراهیم حاتمی کیا  |         |
| ۱۳۸۷ | تهران در جستجوی زیبایی اپیزود سوم، تهران، سیم آخر | مهدی کرم پور       |         |
| ۱۳۹۰ | استرداد                                           | علی غفاری          |         |
| ۱۳۹۱ | رستاخیز                                           | احمدرضا درویش      |         |
| ۱۳۹۲ | ناخواسته                                          | برزو نیک نژاد      |         |
| ۱۳۹۳ | اسب سفید پادشاه                                   | محمدحسین لطیفی     |         |
| ۱۳۹۴ | بادیگارد                                          | ابراهیم حاتمی‌کیا   |         |
| ۱۳۹۸ | کوچه ژاپنی‌ها                                      | امیرحسین ثقفی      |         |
| ۱۳۹۹ | مصلحت                                             | حسین دارابی        |         |
| ۱۴۰۱ | غریب                                              | محمدحسین لطیفی     |         |
| ۱۴۰۲ | بهشت تبهکاران                                     | مسعود جعفری جوزانی |         |
| ۱۴۰۲ | قلب رقه                                           | خیرالله تقیانی پور |         |

### تلویزیونی
| سال  | نام مجموعه             | نقش                   | کارگردان          | پخش از      |
| ---- | ---------------------- | --------------------- | ----------------- | ----------- |
| ۱۳۷۹ | ابر و خورشید           |                       |                   |             |
| ۱۳۸۴ | شهریار                 | حاج میرآقا خشگنابی    | کمال تبریزی       | شبکه دو     |
| ۱۳۸۴ | وفا                    | ارمیا نیکونظر (خرچنگ) | محمدحسین لطیفی    | شبکه سه     |
| ۱۳۸۵ | به دنیا بگویید بایستد  | بازجو                 | محمدرضا آهنج      | شبکه تهران  |
| ۱۳۸۶ | بی‌صدا فریاد کن         | سرهنگ باقری           | مهدی فخیم زاده    | شبکه دو     |
| ۱۳۸۷ | عملیات ۱۲۵             |                       | بهروز افخمی       | شبکه تهران  |
| ۱۳۸۸ | نردبام آسمان           |                       | محمدحسین لطیفی    | شبکه یک     |
| ۱۳۸۸ | شوق پرواز              |                       | یدالله صمدی       | شبکه یک     |
| ۱۳۹۰ | لبه آتش                |                       | جواد افشار        | شبکه یک     |
| ۱۳۹۲ | یادآوری                | سرگرد مکی             | حجت قاسم‌زاده اصل  | شبکه آی‌فیلم |
| ۱۳۹۲ | زمانی برای عاشقی       | حاج مرتضی             | محمدحسین لطیفی    | شبکه تهران  |
| ۱۳۹۲ | سرزمین مادری           | عبدالرضا بهادری       | کمال تبریزی       | شبکه سه     |
| ۱۳۹۴ | تعبیر وارونه یک رؤیا   | محسن روانبخش          | فریدون جیرانی     | شبکه یک     |
| ۱۳۹۶ | هست و نیست             | فرهاد                 | حسین سهیلی زاده   | شبکه دو     |
| ۱۳۹۶ | سر دلبران              | بهمن                  | محمدحسین لطیفی    | شبکه یک     |
| ۱۳۹۷ | گشت پلیس               | رامین آتیه            | مهرداد خوشبخت     | شبکه سه     |
| ۱۳۹۷ | تاریکی شب، روشنایی روز | بهنام طریقت           | حجت قاسم‌زاده اصل  | شبکه دو     |
| ۱۳۹۷ | گاندو                  | ساعد بهرامی           | جواد افشار        | شبکه سه     |
| ۱۳۹۸ | بچه مهندس ۳            | صادق توفیقی مقدم      | علی غفاری         | شبکه دو     |
| ۱۴۰۰ | بچه مهندس ۴            | صادق توفیقی مقدم      | احمد کاوری        | شبکه دو     |
| ۱۴۰۲ | بازپرس                 |                       | احمد معظمی        | شبکه یک     |
| ۱۴۰۲ | محرمانه                |                       | محمود معظمی       | شبکه سه     |
| ۱۴۰۲ | ترور                   |                       | خیرالله تقیانی‌پور | شبکه یک     |
| ۱۴۰۲ | مشاور                  |                       | محمدصادق بکتاشیان | شبکه افق    |
| ۱۴۰۳ | مرز                    | حبیب                  | سید جمال سیدحاتمی | شبکه سه     |
| ۱۴۰۳ | استخوان‌سوز             |                       | مجید اسماعیلی     | فیلم‌نت      |

## جوایز
| سال  | مراسم                                       | جایزه                                   | عنوان   | نتیجه        | منبع   |
| ---- | ------------------------------------------- | --------------------------------------- | ------- | ------------ | ------ |
| ۱۳۷۷ | هفدهمین دوره جشنواره فیلم فجر‏               | سیمرغ بلورین بهترین بازیگر نقش مکمل مرد | هیوا    | نامزدشده     | [ ۴ ]  |
| ۱۳۹۱ | سی و یکمین دوره جشنواره فیلم فجر‏            | سیمرغ بلورین بهترین بازیگر نقش مکمل مرد | استرداد | نامزدشده     | [ ۱۱ ] |
| ۱۳۹۵ | جشنواره رسانه‌ای الغدیر                      | جایزه ویژه بهترین بازیگر مرد            | رستاخیز | برنده        | [ ۶ ]  |
| ۱۴۰۱ | چهل و یکمین دوره جشنواره بین‌المللی فیلم فجر | دیپلم افتخار بهترین بازیگر نقش مکمل مرد | غریب    | دیپلم افتخار | [ ۷ ]  |